# Pretty Vacant
Pretty Vacant (engl. für ziemlich leer / frei) ist ein Lied der englischen Punkrockband Sex Pistols. Es wurde am 1. Juli 1977 als dritte Single der Band herausgegeben und später auf ihrem einzigen Studioalbum Never Mind the Bollocks, Here’s the Sex Pistols im selben Jahr veröffentlicht.

## Geschichte des Songs
Der Song erreichte Platz 6 in den UK-Singles-Charts und war der erste Auftritt der Band in der britischen TV-Sendung Top of the Pops. Das Lied erregte Aufmerksamkeit, weil der Sänger John Lydon, beim Wort vakant bewusst die letzte Silbe betonte, die dann wie das vulgäre Wort cunt klang. Laut dem Bassisten Glen Matlock ist Pretty Vacant bis auf eine Textzeile von Lydon der einzige Sex-Pistols-Song, der komplett von ihm geschrieben wurde. Das Hauptriff ist durch SOS von ABBA inspiriert.
Eine Live-Version des Tracks von Filthy Lucre Live wurde 1996 als Single veröffentlicht, und eine 7-Zoll-Picture-Disc 2012. Der Song wurde bei der Eröffnungsfeier der Olympischen Sommerspiele 2012 in London verwendet.

## No Fun(B-Seite)
Ein wenig geprobtes Cover von No Fun der Stooges. Es stammt aus Demo-Sessions mit Produzent Dave Goodman und wurde noch von Chris Thomas bearbeitet.

## Produktion

### Majestic Studios
15. Mai 1976: erste Studioaufnahme zusammen mit den Songs Problems und No Feelings mit Produzent Chris Speeding

### Denmark Street Rehearsal Rooms and Riverside Studios
13.–30. Juli 1976: Aufnahmen des Songs mit Produzent Dave Goodman, die in den Decibel Studios abgemischt wurden

### Manchester Square Studios
11. Dezember 1976: instrumental, Produzent Mike Thorne

### Gooseberry Studios & Eden Studio
Januar 1977: Produzent Dave Goodman

### Wessex Studios
Februar 1977: Produzent Chris Thomas

## Video
Die Band drehte am 11. und 12. Juli 1977 in den Studios von ITN in der Wells Street, London ein Video für Pretty Vacant (sowie eines für God Save the Queen). Nachdem sie am ersten Tag Bierdosen auf die Kameraleute geworfen hatten, wurden sie hinausgeworfen. Aber am nächsten Tag kamen sie zurück, um die Aufnahme fertigzustellen.

## Einstufung
Das NME-Magazin machte es 1977 zu seiner Single des Jahres. Im März 2005 platzierte das Q-Magazin den Song auf Platz 26 seiner Liste der 100 besten Gitarrentitel. NME nannte es das 132. beste Lied aller Zeiten aus dem Jahr 2014.

## Coverversionen
Pretty Vacant wurde 1978 von Paul Jones gecovert. Joan Jett veröffentlichte eine Coverversion als Single, und Joey Ramone verwendete das Lead-Riff in seinem Cover von What a Wonderful World.
Das Lied wurde 1981 im Film American Pop verwendet. Eine irischsprachige Version des Songs mit dem Titel Folamh go Deas (eine wörtliche Übersetzung) wurde 1981 auch von der irischen Band Na Magairlí aufgeführt. 1996 veröffentlichte Black Grape eine (dem Original sehr ähnliche) Coverversion ihrer Single Fat Neck. Die südafrikanische Popgruppe Shikisha veröffentlichte 1996 ebenfalls eine Coverversion des Songs.
Die Gruppe The Ukrainians spielt eine ukrainische Version des Songs auf ihrer EP Anarchy In The UK und dem Album Respublika. Die französische Band Les Négresses Vertes und MC Lady Sovereign haben beide Pretty Vacant gecovert und Live-Versionen des Songs gespielt. Lady Sovereigns Version ist in der beliebten TV-Show The O.C. zu sehen. und die Coverversion ist auf einer der sechs The O.C. Soundtracks mit dem Titel Music from The O.C.: Mix 6 – Covering Our Tracks. Kathy Hampsons Free Elastic Band bietet in ihren Live-Shows eine Version im langsamen akustischen Folk-Musik-Stil.